# Burgstall Heilberskofen
Der Burgstall Heilberskofen ist eine abgegangene mittelalterliche Spornburg nahe dem Weiler Heilberskofen in der niederbayerischen Gemeinde Mamming im Landkreis Dingolfing-Landau. 
Er liegt unmittelbar westlich des Weilers Heilberskofen, 2,8 km südwestlich von Mamming und etwa einen km südlich der Isar. Er wird als Bodendenkmal unter der Aktennummer D-2-7341-0065 im Bayernatlas als „Burgstall des Mittelalters“ geführt. 

## Beschreibung
In der Flur Hochacker befindet sich ein nach drei Seiten steil geböschter und nach Nord-Nord-Westen ausgerichteter Geländesporn. Allerdings ist die geforderte Abriegelung nach Süden gegen das Hinterland durch Wall und Graben nicht mehr vorhanden. Eine nahe gelegene Flurbezeichnung „Auf der Schanz“ könnte aber für einen abgegangenen Burgstall sprechen.